# Ga Pyeongchon
Ga Pyeongchon là ga nằm trên Tàu điện ngầm vùng thủ đô Seoul tuyến 4. Nó nằm ở trung tâm thành phố Anyang. Ở đây có nhiều nhà hàng, quán bar, và quán cà phê Internet gần nhà ga. Nhà ga gần đây đã lắp đặt thang cuốn và lối thoát hiểm mới. Nó cũng kết nối đến E-mart.

## Bố trí ga
| ↑ Indeogwon |
| \| ２       |
| Beomgye ↓   |

| １ | ● Tuyến 4 | ← Hướng đi Jinjeop |
| ２ | ● Tuyến 4 | → Hướng đi Oido →  |